# Брекиња
Брекиња (Sorbus torminalis) је дрвенаста биљка из фамилије ружа (Rosaceae), која расте у шумама Европе, Мале Азије и северне Африке. Плодови брекиње користе се у људској исхрани као воће.

## Опис биљке
Брекиња је дрво висине до 20 m са округлом и густом крошњом. Кора јој је у почетку глатка и сјајна, док се у старости јављају уздужне или попречне, плитке и неправилне пукотине. Пупољци су јајасто-округласти и голи. Листови су једноставни, доста варијабилни, али обликом подсећају на листове глога. Цветови су актиноморфни, беле боје, сакупљени у широке гроње. Плод је крушколики помум, смеђе боје, величине до 2 cm, са бројним лентицелама. У плоду има 4–5 семена.

## Генетика
Брекиња је скоро искључиво диплоидна врста. Претпоставља се да је давнашњом хибридизацијом са мукињом широм Европе дала врсте из агрегације Sorbus latifolia. Новонастале врсте се размножавају апомиксијом.

## Екологија
Брекиња се јавља спорадично у светлим широколисним шумама храстовог појаса. Најчешћа је у заједницама са сладуном и цером (Quercetum frainetto-cerris), и китњаком и грабом (Querco-Carpinetum).

## Класификација
Брекиња је са сродном иранском врстом Torminaria orientalis једно време била издвојена у засебан род од стране појединих аутора. Данас је сврстана у род Sorbus, а Torminalis clusii је признати синоним као и низ других Aria torminalis (L.) Beck, Crataegus torminalis L., Hahnia torminalis (L.) Medik., Pyrus torminalis (L.) Ehrh., Sorbus orientalis Sch”nb.-Tem., Torminalis clusii (M.Roem.) K.R.Robertson & J.B.Phipps, Torminaria clusii M.Roem..

## Привредни значај
Брекиња се у Србији употребљавала као коларско, столарско и токарско дрво, и за израду инструмената (попут лењира). Цветови су медоносни, богати поленом и нектаром. Плодови се користе у исхрани, за производњу сирћета и ракије. Раније је коришћена и као лековита биљка (назив torminalis значи добра за колику).